# HD 32445
HD 32445，又名BD+54 859，SAO 25007、HR 1630，是一颗恒星，视星等为7.24，位于銀經154.75，銀緯8.14，其B1900.0坐标为赤經4h 58m 14.4s，赤緯+54° 8.14′ 59″。